# 1360 Tarka
1360 Tarka (1935 OD) là một tiểu hành tinh vành đai chính được phát hiện ngày 22 tháng 7 năm 1935 bởi C. Jackson ở Johannesburg (UO).